# Vanessa Lee Chester
Vanessa Lee Chester (Brooklyn - New York, 2 juli 1984) is een Amerikaanse actrice. 

## Biografie
Chester werd geboren in de borough Brooklyn van New York als oudste van immigranten uit Frans-Guyana. Zij verhuisde samen met haar moeder naar Los Angeles waar zij in 2006 haar bachelor of science in bedrijfskunde aan de University of Southern California haalde.
Chester begon in 1992 met acteren in de televisieserie Hangin' with Mr. Cooper, waarna zij nog meerdere rollen speelde in televisieseries en films. In 1997 won zij een Young Artist Award voor haar rol in de film Harriet the Spy in de categorie Beste Optreden door een Jonge Actrice in een Film. In 1997 speelde zij een rol in de film The Lost World: Jurassic Park, hiervoor werd zij in 1998 genomineerd voor een Image Award in de categorie Uitstekende Jeugdactrice. 

## Filmografie

### Films
Uitgezonderd korte films.
- 2022 Give Me an A - als Vasectopian
- 2022 Pretty Problems - als Gigi
- 2017 Happily Never After - als Cara
- 2014 The Costume Shop - als jonge Janie
- 2011 Reconstruction - als Eleanor
- 2008 Extreme Movie - als Charlotte
- 2000 Dreams in the Attic - als Angel
- 2000 Stepsister from Planet Weird - als Michelle
- 1999 She's All That - als meisje
- 1997 The Lost World: Jurassic Park - als Kelly Curtis
- 1996 Harriet the Spy - als Janie Gibbs
- 1995 A Little Princess - als Becky
- 1993 CB4 - als Talona

### Televisieseries
Uitgezonderd eenmalige gastrollen.
- 2019 The Coop - als Melissa - 4 afl.
- 2013 Welcome to Sanditon - als Letitia 'Griff' Griffiths - 4 afl.
- 1999-2000 Once and Again - als Annie - 5 afl.
- 1994 Me and the Boys - als Renee - 2 afl.

### Computerspellen
- 1997 The Lost World: Jurassic Park - Chaos Island - als Kelly Curtis

- Bibliothèque nationale de France: cb14164137q (data)
- International Standard Name Identifier: 0000 0001 1487 564X
- Library of Congress Control Number: no2001094114
- Virtual International Authority File: 9502854
- WorldCat: E39PBJgcX9THgpGwKwP4fJhGpP